# Madasumma keralensis
Madasumma keralensis är en insektsart som beskrevs av Vasanth 1991. Madasumma keralensis ingår i släktet Madasumma och familjen syrsor. Inga underarter finns listade i Catalogue of Life.